# Мартиничев Кирило Іванович
Мартиничев Кирило Іванович (5 травня 2002) — російський плавець.
Учасник Олімпійських Ігор 2020 року, де на дистанції 1500 метрів вільним стилем посів 6-те місце.